# Executive Decisions
Executive Decisions to debiutancki album amerykańskiego rapera i producenta muzycznego Cold 187um nagrany pod pseudonimem Big Hutch, wydany 29 czerwca 1999 roku nakładem wytwórni West World Records.

## Lista utworów
Opracowano na podstawie źródła.
1. Intro - 2:43
  - Producent: DJ Silk
2. Lost Angels (L.A. L.A.) - 2:47
  - Producent: Big Hutch, Big Mil
3. Girl Next Door - 3:53
  - Producent: Big Mil
4. My Life - 3:01
  - Gościnnie: HaHa L.O.C., Boom Bam
  - Producent: S.O.C.
5. Ways 2 Come Up - 4:06
  - Gościnnie: Tha Chill, Above the Law
  - Producent: Tha Chill
6. 2 Killas - 3:41
  - Gościnnie: Above the Law, Xzibit
  - Producent: Big Hutch
7. Velvet Lifestyle (Prelude) - 1:03
  - Producent: Aaron
8. Gangsta Shit - 3:11
  - Gościnnie: Safecracka
  - Producent: Big Mil
9. Elevate - 4:16
  - Producent: Big Mil
  - Koprodukcja: Big Hutch
10. Bubonic Plague - 5:39
  - Produkcja: Big Hutch
11. Do You Know? - 3:47
  - Gościnnie: Boom Bam, Young 10
  - Producent: Big Mil
12. Playas, Gangstas, Ballers - 5:53
  - Gościnnie: Saafir
  - Producent: Big Mil
13. True Lies - 3:17
  - Producent: Big Hutch, Big Mil
14. Playa Hater - 4:03
  - Gościnie: Young Mad
  - Produkcja: Big Hutch
15. Velvet Lifestyle - 3:26
  - Gościnnie: Above the Law, Boom Bam
  - Producent: Aaron
16. Just Another Day - 4;24